# Álvaro Pereira (football, 1904)
Pour les articles homonymes, voir Pereira.
Pour le footballeur uruguayen, voir Álvaro Pereira.
Álvaro Pereira, de son nom complet Álvaro Cardoso Pereira, est un footballeur portugais né le 7 octobre 1904 à Porto et mort à une date inconnue. Il évoluait au poste de milieu.

## Biographie

### En club
Álvaro Pereira joue notamment au FC Porto lors des débuts de la première division portugaise.
En plus des matchs du championnat du district de Porto, il dispute un total de 24 matchs en première division portugaise. Avec le FC Porto, il est sacré champion,.
Avec Porto, il remporte également un Campeonato de Portugal en 1932, plus importante compétition portugaise avant l'introduction de la première division, cette compétition se rapproche beaucoup du format de la Coupe du Portugal.
Il dispute également une saison avec le Benfica Lisbonne avec lequel il sera sacré champion.

### En équipe nationale
International portugais, il reçoit sept sélections en équipe du Portugal entre 1930 et 1934, pour aucun but marqué.
Il joue son premier match en équipe nationale le 30 novembre 1930 en amical contre l'Espagne (défaite 0-1 à Porto). 
Ses deux derniers matchs sont disputés dans le cadre du double confrontation pour les qualifications pour la Coupe du monde 1934 lors d'une double confrontation en  mars 1934 contre l'Espagne. L'équipe portugaise perd alors ses deux matchs (0-9 à Madrid et 1-2 à Lisbonne).

## Palmarès
Avec le FC Porto :
- Champion du Portugal en 1935
- Vainqueur du Campeonato de Portugal (ancêtre de la Coupe du Portugal) en 1932
- Champion de Porto en 1927, 1928, 1929, 1930, 1931, 1932, 1933, 1934, 1935 et 1936

Avec le Benfica Lisbonne :
- Champion du Portugal en 1942